# Дитлев Бухвалд
Дитлев Бухвалд (на немски: Ditlev/Detlev Buchwald; * пр. 1429; † ок. 1487/пр. 1488) е благородник от род фон Бухвалд от Холщайн, Мекленбург и Дания, господар в Кнооп и Зирхаген в Шлезвиг-Холщайн.
Той е син на Детлев Бухвалд, господар в Хазелбург († сл. 1460). Внук е на Сноте Детлев Бокволде/Бухвалд († сл. 1410). Правнук е на Фолрадус Бухвалд († сл. 1353). Потомък е на Зифридус Бухвалд († сл. 1256).
Клонове на фамилията фон Бухвалд съществуват до днес.

## Фамилия
Дитлев Бухвалд се жени за Магдалена Хумерсбютел († 11 ноември 1501), дъщеря на Хартвиг Хумерсбютел († сл. 1457) или на Марквард Хамерсбютел († 1435). Те имат децата:
- Абел фон Бухвалд († сл. 1519), омъжена за Йоахим Ревентлов (* пр. 1450; † 1519), амтман на Фленсбург
- Дитлев фон Бухвалд (* ок. 1444, Борстел, Зегеберг; † 17 февруари 1500, Дитмарскен), господар в Кнооп, Зирхаген, Фалдт и Дитмарксен, женен за Катрина
- Анна фон Бухвалд (* ок. 1453; † 21 октомври 1502, Бокхорн), омъжена за Зиверт фон Брокдорф (* 1450, Бад Зегеберг; † 7 февруари 1500, Дитмарскен)
- Олегаард (Оелгард) фон Бухвалд (* 1458; † ок. 1538), омъжена за Хенрик/Хайнрих Рантцау (* 1437; † 1497), господар на Брайтенбург, амтман на дворец Щайнбург при Ицехое